# Comuna Nîciîporivka, Iahotîn
Nîciîporivka (în ucraineană Ничипорівка) este o comună în raionul Iahotîn, regiunea Kiev, Ucraina, formată din satele Nîciîporivka (reședința) și Trubivșciîna.

## Demografie
Componența lingvistică a comunei Nîciîporivka
     Ucraineană (95,55%)
     Rusă (3,34%)
     Alte limbi (1,05%)
Conform recensământului din 2001, majoritatea populației comunei Nîciîporivka era vorbitoare de ucraineană (95,55%), existând în minoritate și vorbitori de rusă (3,34%).